# Иванов, Константин Иванович (историк)
Константин Иванович Иванов (7 мая 1906 — 25 февраля 1970) — краевед, историк, музейный работник, директор Переславского музея (1930—1970). Заслуженный работник культуры (1966), писатель
, агитатор, депутат городского Совета.

## Биография
Выходец из семьи потомственных рабочих фабрики Товарищества Переславской мануфактуры.
В 1918 году завершил обучение в четырёхклассной фабричной школе и был отдан в школу второй ступени, но закончить её не успел. Отец предпочёл, чтобы сын как можно раньше начал работать, и 13-летний подросток поступил на фабрику «Красное эхо» учеником слесаря. Там же в 1923 году окончил профессионально-техническую школу и работал смазчиком машин, а затем подмастером ватерного отделения.
Будучи прекрасным организатором и увлекающимся человеком, Иванов с головой ушёл в общественную работу. Являлся секретарём комсомольской ячейки фабрики. Был одним из организаторов фабричной стенной газеты.
В 1929 году кандидата ВКП(б) Константина Иванова, как передового рабочего, выдвинули на работу в краеведческий музей в качестве научно-технического сотрудника, а меньше чем через год он стал его директором.
В 1930 году Иванова направили на курсы музейных работников в Иваново-Вознесенске (курсы Н. А. Шнеерсона), затем на Высшие музейные курсы при Наркомпросе РСФСР в Москве.
Участник Великой Отечественной войны (1942—1943). Награждён медалями «За победу над Германией в Великой Отечественной войне 1941—1945 гг.» и «За доблестный труд в Великой Отечественной войне 1941—1945 гг.»
В годы его директорства начались планомерные реставрационные работы многочисленных памятников архитектуры Переславского края. Были организованы экспедиции по городу и району. Благодаря стараниям Иванова фонды музея пополнились предметами этнографии, народного искусства, современной живописи и скульптуры. Известен как искренний популяризатор истории Переславля. Является автором книг и многочисленных статей по истории города.
Частым соавтором ему был краевед С. Д. Васильев.
В 1960 году С. Д. Васильев и К. И. Иванов написали сценарий документального кинофильма «Переславль-Залесский».
25 февраля 1970 года Иванов умер. Его могила находится на старом переславском кладбище у Черниговской часовни.
Иванов часто и помногу писал об истории края и о музее в местных газетах «Коммунар» и «Победа», добавляя гонорар к своей скудной зарплате. Это тем более заметно, что после его смерти число статей на подобную тему резко уменьшилось. После Иванова должен был остаться немалый архив, но сведений о нём нет.

## Мифы об Иванове
- Некоторые считают[кто?], что Иванов организовал в Переславле планомерную реставрацию памятников архитектуры. В действительности в 1957 году создан Переславский реставрационный участок Ярославской научно-реставрационной мастерской. Для его организации в Переславль направились архитекторы Е. М. Караваева и И. Б. Пуришев.[2]
- Некоторые считают[кто?], что Иванов не допустил уничтожения подлежащих изъятию краеведческих изданий 1920-х годов. В действительности в 1950 году, то есть за три года до смерти Сталина, такие книги были в городской библиотеке Переславля. Они не подлежали никакому «изъятию».[3]

## Критика
В своих статьях Иванов, как и многие в то время, выступал в первую очередь как агитатор, очень многое упрощал и перевирал. Местные авторы отмечают у него путаницу в датах и грубо идеологическую выборку фактов. Критику ошибок Иванова дала газета «Правда» от 6 февраля 1941 года.
При жизни Иванов стремился не допустить переиздания дореволюционных работ, замалчивал работы современных ему краеведов.